# NASCAR盃系列賽
NASCAR盃系列賽（英語：NASCAR CUP Series），是全國運動汽車競賽協會（NASCAR）的最頂級賽車系列賽。這項系列賽是由其目前的贊助商魔爪牌能量飲料®冠名，過往也曾以其他名稱得名。最初，這項賽事於1949年被稱為嚴格改裝賽車系列賽（英語：Strictly Stock Series），不久後，於1950至1970年間成為了全國系列賽（英語：Grand National Series）。隨後，將其冠名權歸給R·J·雷諾茲煙草公司，在1971至2003年時被稱作溫斯頓盃系列賽（英語：Winston Cup Series）。耐克斯電信於2003年取得冠名權，在2004至2007年時成為了耐克斯盃系列賽（英語：Nextel Cup Series），隨著斯普林特電信於2005年收購了耐克斯後，這項賽事便改稱作斯普林特盃而持續到2016年，在2016至2019年，魔爪能量飲料為系列賽的冠名贊助商，賽事亦因而更名魔爪能量飲料NASCAR盃系列賽（英語：Monster Energy NASCAR Cup Series）。2020年起，賽事因應贊助形式改變而更名NASCAR盃系列賽，由4個超級合作伙伴布希啤酒，可口可樂，GEICO保險，Xfinity聯合贊助。
車手冠軍是由一項根據完賽名次及領跑圈數而定的積分系統產生。賽季被分為兩個部分。經過前26場比賽後，根據勝場數決定出16位車手成為種子車手，再進入最後10場積分差異大幅減少的比賽。最後的這10場比賽為季後賽（NASCAR Playoffs）。
這項系列賽與美國東南部有深厚淵源，賽季36場比賽中有一半是在此處舉行。當前的賽程表賽事分布在美國各地的賽道。常規賽季比賽曾在加拿大舉行，也曾在日本及澳洲舉辦表演賽。其中，最負盛名的一場比賽戴通納500曾在2009年美國國內達到約1600萬的電視觀看人數。

## 車種
盃賽賽車規定為前置後驅佈局，賽車架構以防滾籠為底盤，再鋪上金屬板材完成車體。盃賽賽車不同於其他賽車系列，只裝有車尾擾流板以減少阻力。車隊可選擇自己組建賽車和引擎，或從其他車隊購買賽車和引擎。

### 賽車規格 (次世代)

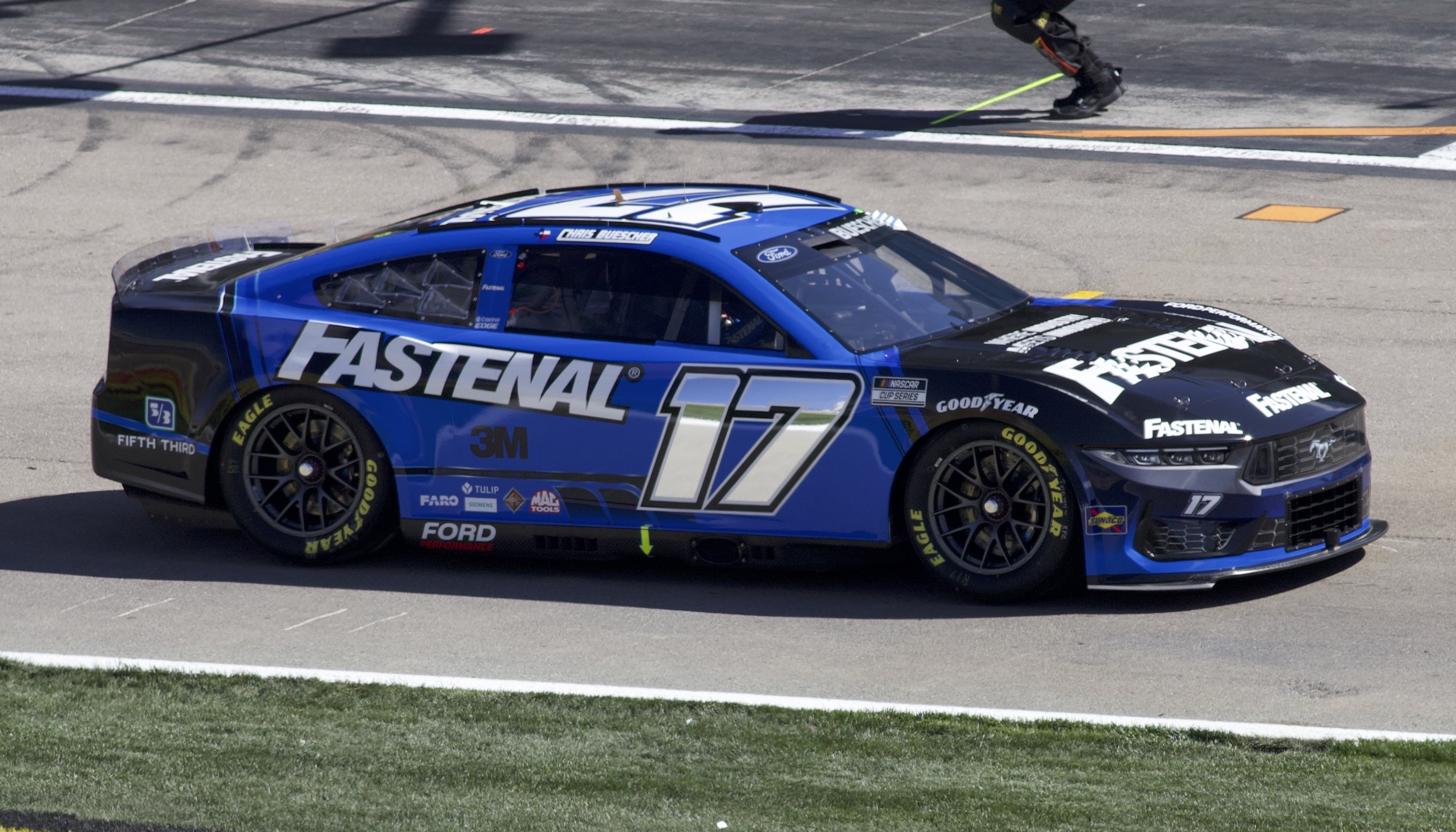
2024賽季的福特野馬Dark Horse賽車

- 底盤：配置防滾籠的金屬車框（須符合NASCAR規格）
- 引擎排量：5.86公升V8
- 變速箱：5速序列式半自動變速
- 重量：最小3,200磅（1,451）（扣除車手及燃料重量）；最小3,400磅（1,542）（連同車手及燃料重量）
- 引擎出力：670 hp（500 kW）；510 hp（380 kW）（Superspeedway賽道）
- 力矩：720 N·m（530 ft·lb）
- 燃料：太陽石油綠色E15 98乙醇
- 燃料容量:  67公升
- 燃料噴射方式：麥拿倫電子系統
- 引擎控制單元：麥拿倫飛思卡爾 TAG-400N
- 壓縮比：12:1
- 進氣方式：自然進氣
- 軸距：110英寸（2,794 mm）
- 輪胎：固特異供應的光頭胎（所有賽道）及雨胎（專用賽道）
- 安全裝備：漢斯裝置（英语：HANS device）

## 車隊列表
| 車廠        | 車隊                                           | 賽車數目 |
| ----------- | ---------------------------------------------- | -------- |
| 雪佛蘭      | 奇普·加納西車隊 Chip Ganassi Racing            | 2        |
| 雪佛蘭      | 亨德里克車隊 Hendrick Motorsports              | 4        |
| 雪佛蘭      | JTG多爾蒂車隊 JTG Daugherty Racing             | 1        |
| 雪佛蘭      | 佩蒂·華爾車隊 Petty Ware Racing                | 1        |
| 雪佛蘭      | 理查德·奇爾德里斯車隊 Richard Childress Racing | 2        |
| 雪佛蘭      | 理查德·佩蒂車隊 Richard Petty Motorsports      | 1        |
| 雪佛蘭      | 瑞克·華爾車隊 Rick Ware Racing                 | 1        |
| 雪佛蘭      | 尖塔車隊 Spire Motorsports                     | 2        |
| 雪佛蘭      | StarCom車隊 StarCom Racing                     | 1        |
| 雪佛蘭      | 賽道之家車隊 Trackhouse Racing Team            | 1        |
| 福特        | 前排車隊 Front Row Motorsports                 | 2        |
| 福特        | 快活車隊 Live Fast Motorsports                 | 1        |
| 福特        | 瑞克·華爾車隊 Rick Ware Racing                 | 1        |
| 福特        | 魯什·芬威車隊 Roush Fenway Racing              | 2        |
| 福特        | 斯圖爾特-哈斯車隊 Stewart-Haas Racing          | 4        |
| 福特        | 潘思基車隊 Team Penske                         | 3        |
| 福特        | 伍德兄弟車隊 Wood Brothers Racing              | 1        |
| 豐田        | 23XI車隊 23XI Racing                           | 1        |
| 豐田        | 喬·吉布斯車隊 Joe Gibbs Racing                 | 4        |
| 福特 雪佛蘭 | 瑞克·華爾車隊 Rick Ware Racing                 | 1        |

## 外部連結
- 官方网站
- Racing Reference （页面存档备份，存于）